# 우에다 유지
우에다 유지(うえだ ゆうじ, 1967년 6월 15일 ~ )는 일본의 성우이다. 본래는 독음이 같은 한자 표기(上田 祐司)를 썼지만 2012년 미나미 오미와 함께 포마란치로 독립했다. 히라가나 표기로 바꿨다.

## 출연작
※굵은 글자로 표시된 배역은 주역과 메인캐릭터

### TV 애니메이션
1992년
- 카리메로(줄리아노)

1995년
- 환상게임(아미보시)
- 애천사전설 웨딩피치(후마 요스케)

1996년
- 바람의 검심 -메이지 검객 낭만담-(사가라 사노스케)
- 기동전함 나데시코(텐카와 아키토)

1997년
- 포켓몬스터(타케시)

1998년
- 버블검 크라이시스 도쿄 2040(데일리 원)
- 마법의 스테이지 팬시라라(요시오)
- 멋지다 마사루(하나나카지마 마사루)

1999년
- 디지캐럿(망나니)
- 트러블 초콜릿(하무하무)

2000년
- 디지캐럿 여름스페셜(망나니)
- 러브히나(우라시마 케이타로)
- Boys Be...(우에노 다케시)

2001년
- 디지캐럿 여름방학 스페셜(아마엔보)
- 후르츠 바스켓(타케이 마코토)
- 샤먼킹 (호로호로, 믹)
- 파괴마 사다미츠(스도 사다미츠)
- 지구 소녀 아르쥬나(크리스 호켄)

2002년
- 육상방위대 마오(우라시마 케타로[카메오])
- 쵸비츠(우에다 히로야스)
- 파뇨파뇨 디지캐럿(데지데빌)
- 포켓몬스터 Advence Generation(타케시)
- 록맨 에그제(컬러드 맨)

2003년
- 디지캐럿뇨(스바라시나 히토, 아마엔보)
- 마법사에게 소중한 것(젠노스케)
- 우주의 스텔비아(피엘 타키다)
- 포트리스(세코 잉갈)

2004년
- RAGNAROK THE ANIMATION(라이)
- 선생님의 시간(쿠도 유이치)

2005년
- 좋아하는 것은 좋으니까 어쩔 수 없어!!(아사카 소우시, 우메타니)
- ARIA The ANIMATION(우디/아야노코지)
- 허니와 클로버 (모리타 시노부)
- 지옥소녀 (시바타 하지메)

2006년
- 갤럭시 엔젤룬(데니쉬 백작)
- 러브 GET CHU~미라클 성우 백서~(쿠마노 유이치)
- 포켓몬스터 Diamond&Pearl(타케시)
- ARIA The NATURAL(우디/아야노코지)
- 허니와 클로버 2(모리타 시노부)

2007년
- 모에땅(테즈카 나오)

2008년
- ARIA The ORIGINATION(우디/아야노코지)

2009년
- 강철의 연금술사 BROTHERHOOD(쟝 하보크)

2015년
- 조수 호랑이(갓파)

2016년
- 포켓몬스터 XY(쥬카인/겟코우가)

2017년
- 키라키라☆프리큐어 아라모드(가미)
- 포켓몬스터 썬&문(웅)

2019년
- 포켓몬스터 썬&문(지우의 어흥염)

2022년
- 포켓몬스터 2019(웅)

2023년
- 포켓몬스터 노려라 포켓몬 마스터(웅)

### OVA
1999년
- 두근두근 메모리얼(사오토메 요시오)

2002년
- 디지캐럿 OVA 삐요코에게 맞겨줘(아마엔보)

2004년
- 선생님의 시간 GOLD(쿠도 유이치)

2006년
- 프로젝트 블루 지구 SOS(제임스)

2007년
- ARIA The OVA ~ARIETTA~(우디/아야노코지)

2008년
- 디트로이트 메탈 시티(요하네 크라우저 2세)

### 극장판
1997년
- 바람의 검심 -메이지 검객 낭만담- 유신지사에의 진혼가 (사가라 사노스케)

1998년
- 극장판 포켓몬스터 뮤츠의 역습 (타케시)
- 기동전함 나데시코 The Prince of Darkness (텐카와 아키토)

1999년
- 울트라맨 M78 극장 Love & Peace
- 극장판 포켓몬스터 환상의 포켓몬 루기아 폭탄 (타케시)

2000년
- 극장판 포켓몬스터 결정탑의 제왕 ENTEI (타케시)

2001년
- 극장판 포켓몬스터 세레비 시간을 초월한 만남 (타케시)
- 카우비밥 천국의 문 (리 삼슨)

2002년
- 디지몬 프론티어 고대 디지몬 부활!! (디노휴몬)
- 극장판 포켓몬스터 물의 도시의 수호신 라티오스와 라티아스 (타케시)

2003년
- 극장판 포켓몬스터 어드밴스 제너레이션 칠야의 소원성 지라치 (타케시)

2004년
- 극장판 포켓몬스터 어드밴스 제너레이션 열공의 방문자 데오키시스 (타케시)

2005년
- 록맨 에그제 빛과 어둠의 유산 (히구레 야미타로)
- 극장판 포켓몬스터 어드밴스 제너레이션 뮤와 파동의 용자 루카리오 (타케시)
- 극장판 강철의 연금술사 샴바라를 정복하는 자 (요제프)

2006년
- 극장판 포켓몬스터 어드밴스 제너레이션 포켓몬 레인저와 창해의 왕자 마나피 (타케시)
- 동물의 숲 (영화) (사지마)

2007년
- 극장판 포켓몬스터 다이아몬드&펄 디알가VS펄키아VS다크라이 (타케시)

2008년
- 극장판 포켓몬스터 다이아몬드&펄 기라티나와 빙공의 화속 셰이미 (타케시)

2024년
- 포켓몬스터: 성도지방 이야기, 최종장 (타케시)

### 게임
- 기동전사 건담 스피릿 오브 지온 (폴드 롬 페로)
- 성전사 단바인 성전사 전설 (슌지 이자와)
- 샤먼킹 초·점사략결3 (호로호로)

1994년
- 두근두근 메모리얼 (사오토메 요시오, 소토이 유키노죠(레이의 측근))
- 뱀파이어 (자벨 자록, 가론, 올버스)

1995년
- 뱀파이어 헌터 (자벨 자록, 가론, 올버스)
- 환상게임(아메보시,스도시)

1996년
- 바람의 검심 -메이지 검객 낭만담- 유신 격투편 (사가라 사노스케)

1997년
- 바람의 검심 -메이지 검객 낭만담- 10 용사 음모편 (사가라 사노스케)
- 천외마경 제 4의 묵시록 (스카 울프)
- EVE burst error SS판 (니카이도 스스무)
- QUOVADIS 2 ~혹성 강습 오반 레이~ (시드 갓센)
- 뱀파이어 세이버 (자벨 자록, 가론, 올버스)
- 뱀파이어 헌터 2 (자벨 자록, 가론, 올버스)
- 뱀파이어 세이버 2 (자벨 자록, 올버스)
- 스트리트 파이터 III 2nd IMPACT (유리안)
- 사립 저스티스 학원 LEGION OF HEROES (사와무라 쇼마)
- 파랜드 스토리 ~4개의 봉인~ (이완)
- 용기전승 2 (세실 그라나드)

1998년
- 선굴 활용 대전 카오스 시드 (주인공)
- 제노기어스 (빌리 리 블랙)
- NOëL ~La neige~ (학생)
- 스트리트 파이터 ZERO 3 (블랑카, 발로그)
- 스타오션 세컨드 스토리 (클로드 C 케니)
- 성야 이야기 (나라한느)

1999년
- 서유기 (손오공)
- 아크 더 레드 3 (룻츠)
- 사립 저스티스 학원 열혈 청춘 일기2 (사와무라 쇼마)
- 그로우 랜서 (오스카 리브스)

2000년
- 서몬 나이트 (진가, 임란)
- 초강전기 키카이오 (진 사오토메)
- 마리오 아티스트 탤런트 스튜디오 (TALENT VOICES(♂탤런트 소리))
- 선계대전 ~TV 애니메이션 선계전 봉신연의 보다~ (창상)
- 러브 히나 사랑은 말 안에~ (우라시마 케이타로)
- 러브 히나2 ~말은 분설처럼~ (우라시마 케이타로)
- 불타라! 저스티스 학원 (사와무라 쇼마)
- 바운서 (무게츠)
- 이누야샤 (호조)

2001년
- 선계통록정사 ~TV 애니메이션 선계전 봉신연의 보다~ (창상, 연등도인)
- 그로우 랜서II (오스카 리브스)
- 서몬 나이트2 (진가, 임란)
- 대난투 스매시브라더스 DX (소난스, 히노아라시)
- 아이시아 (니이미 쇼)

2002년
- 슈퍼 로봇 대전IMPACT (텐카와 아키토)
- 샤먼킹 스피릿 오브 샤먼즈 (호로호로, 밋크)

2003년
- 샤먼킹 소울 파이트 (호로호로)
- 반숙영웅 대 3D (4차원 황제)
- EVE burst error PS2판 (니카이도 스스무)
- 십이국기 -홍련의 안표 황진의 로- (아사노 이쿠야)
- 기동전사 건담 해후의 우주 (폴드 롬 페로)

2004년
- 조이드 인피니티 (칼 리히텐 슈발츠, 잔 펠)
- 전국무쌍 (마에다 케이지)
- 삐리리 불어봐! 재규어 내일의 점프 (빌리)
- 샤먼킹 훈바리 스피릿 (호로호로)
- 슈퍼 로봇 대전MX (텐카와 아키토)
- 전생학원환창록 (와카바야시 마코토)
- 십이국기 -혁혁한 왕도 홍록의 우화- (아사노 이쿠야)
- 전국무쌍 맹장전 (마에다 케이지)
- 결전III (마에다 케이지)

2005년
- NAMCO x CAPCOM (크리노 산드라, 자록)
- 엘레멘탈 제레이드 -감싸라, 취풍의 검- (로웬)
- 프린세스 콘체르트 (알프레드)
- 서몬 나이트 크라프트 소드 이야기 ~시작의 돌~ (토람, 벨보렌)
- 야도희참귀행 (하야미 히로키)
- 슈퍼 로봇 대전MX 포터블 (텐카와 아키토)

2006년
- 바람의 검심 -메이지 검객 낭만담- 염상! 쿄토 윤회 (사가라 사노스케)
- 전국무쌍2 (마에다 토시마스, 사사키 코지로)
- NINETY-NINE NIGHTS (나오)
- 모두의 GOLF 5 (키드)
- 두근두근 Girl's Side 2nd Kiss (마사키 모토하루)
- 전국무쌍2 맹장전 (마에다 케이지, 사사키 코지로)
- ARIA The NATURAL ~먼 기억의 미라쥬~ (웃디)
- 전국무쌍2 Empires (마에다 케이지, 사사키 코지로)
- 전생학원 월광록 (와카바야시 마코토)
- 디지몬 세이버즈 어나더 미션 (카구라 츠카사)

2007년
- 무쌍 OROCHI (마에다 케이지)
- SD건담 GGENERATION SPIRITS (폴드 롬 페로)
- 테일즈 오브 이노센스 (스파다 벨폴마, 듀란달)

2008년
- 대난투 스매시브라더스 X (소난스)
- 두근두근 메모리얼 Girl's Side 2nd Season (마사키 모토하루)
- 무쌍 OROCHI 마왕재림 (마에다 케이지, 사사키 코지로)
- ARIA The ORIGINATION ~푸른 혹성의 엘시에로~ (웃디)
- 스트리트 파이터IV (블랑카)
- 기동전사 건담 SEED DESTINY GENERATION of C.E. (제스 리블)

### 더빙
- 대니 팬텀(대쉬 덱스터)
- 오지와 드릭스(오스모시스 존스)
- 카오틱-카즈,페이턴
- TMNT(도나텔로)

### 드라마 CD
- 딸기100%(카이무라 히로시)
- 여신이문록 페르소나(이나바 마사오)
- 샤먼킹시리즈(호로호로)